# Google Project Shield
Google Project Shield est un logiciel antivirus et anti-malware de Google édité par Jigsaw, filiale d'Alphabet et créé pour le système d'exploitation Chromium OS. En mai 2018, Jigsaw a annoncé qu'il commencerait à offrir une protection gratuite contre les attaques par déni de service distribuées aux campagnes électorales américaines, aux candidats et aux comités politique,.